# 디트빌
디트빌(독일어: Dietwil)은 스위스 아르가우주의 무리구에 있는 자치체이다.

## 역사
디트빌은 1236년에 Tuetwile로 처음 언급되었다. 루체른의 그로스 디트빌 시정촌과 구별하기 위해 클라인 디트빌 또는 디트빌 임 로이스탈(Kleindietwil or Dietwil im Reusstal)이라고도 불렀다.
15세기 초에 루체른 폰 무스 가문은 마을에서 재판을 받을 권리를 얻었으나, 1422년 이를 루체른에 양도했다. 1415년 아르가우를 정복한 후 이 마을은 루체른시의 관할하에 있었고, 마이엔베르크(Meienberg) 지구의 일부였다. 1798년 디트빌과 루체른의 관계는 단절되었다. 1803년 중재법으로 이곳은 새로 생성된 아르가우주의 일부가 되었다. 1863년 아르가우주 의회의 결정에 따라 벨라루시에서 나폴레옹의 군대를 피해 디트빌에 정착한 집시들이 모두 귀화했다.
1145년에 성 야고보의 가톨릭 교구 교회가 봉헌되었다. 그것은 1780년에 현재의 로코코 양식의 통로가 없는 교회로 대체되었다. 1370-1806년 사이에 호헨라인에 있는 몰타 기사단 가문은 후원권을 소유했다.
지자체는 지역 농업 무역이 약간 있다. 아이엔 및 굼펠스파르에서 출발하는 페리는 디트빌과 추크를 연결한다. 추크에서 루체른까지 이어지는 A14 고속도로에 인접한 진입로가 디트빌(디트빌)의 성장으로 이어졌다. 2000년에 디트빌 근로자의 약 3분의 1이 농업에서 일했고, 절반 이상이 서비스 부문에서 일했다.

## 지리

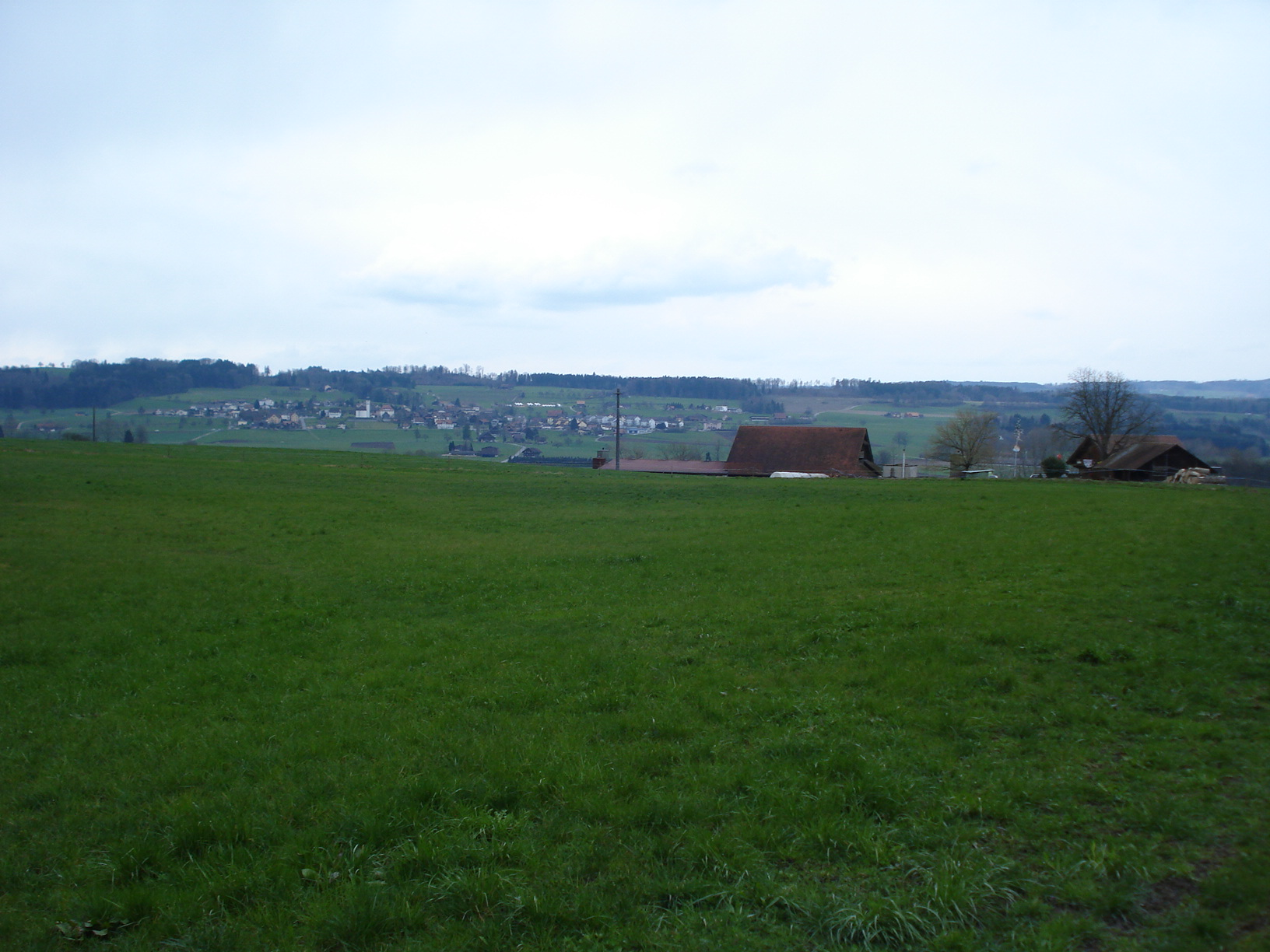
디트빌 주변의 들판

디트빌의 면적은 2009년 기준으로 5.5k㎡이다. 이 지역 중 3.99km2 (72.5%)가 농업 목적으로 사용되는 반면 0.94k㎡ (17.1%)는 삼림으로 사용된다. 나머지 토지 중 0.49km2 (8.9%)가 정착(건물 또는 도로), 0.09k㎡ (1.6%)가 강 또는 호수이고, 0.01k㎡ (0.2%)는 비생산적인 토지이다.
건축면적 중 주택과 건물이 5.3%, 교통기반시설이 2.7%를 차지했다. 숲이 우거진 토지 중 전체 토지의 15.5%는 숲이 우거져 있고, 1.6%는 과수원이나 작은 나무 군락으로 덮여 있다. 농경지 중 45.3%는 작물 재배에 사용되며, 24.9%는 목초지로, 2.4%는 과수원이나 덩굴 작물에 사용된다. 시정촌의 모든 물은 강과 시내에 있다.
시정촌은 로이스강에 있는 무리구에 있다. 그것은 디트빌의 하우펜도르프 마을(중앙 광장 주변에 지어진 불규칙하고, 계획되지 않은 매우 밀집된 마을)과 에이엔 및 굼펠스파르의 작은 마을로 구성된다. 추크주와 루체른주에 의해 양면이 접해 있는 이 주의 최남단 마을이다.

## 인구통계
디트빌의 인구(2020년 12월 기준)는 1,355명이다. 2009년 6월 현재 인구의 8.6%가 외국인이다. 지난 10년(1997-2007) 동안 인구는 7.2%의 비율로 변화했다. 2000년 기준, 인구 대부분은 독일어(96.7%)를 사용하며, 프랑스어가 두 번째로 많이 사용(0.7%)되고, 알바니아어가 세 번째(0.6%)로 사용된다.
2008년 현재 디트빌의 연령 분포는 다음과 같다. 129명의 어린이 또는 인구의 11.3%가 0-9세 사이이고, 153명의 십대 또는 13.4%가 10-19세이다. 성인 인구 중 153명 또는 인구의 13.4%가 20-29세이다. 189명(16.5%)은 30~39세, 220명(19.2%)은 40~49세, 140명(12.2%)은 50~59세이다. 고령자 분포는 79명(인구의 6.9%)이 60세 이상이다. 69세는 70~79세가 54명(4.7%), 80~89세가 24명(2.1%), 90세 이상이 4명(0.3%)이다.
2000년 기준으로 거실당 평균 거주자 수는 0.6명으로, 방당 주 평균인 0.57명과 거의 같다. 이 경우 방은 일반 침실, 식당, 거실, 주방 및 거주 가능한 지하실과 다락방과 같이 최소 4㎡의 주택 단위 공간으로 정의된다. 전체 가구의 약 51.4%가 자가 점유 또는 임대료를 지불하지 않았다. (모기지 또는 임대 계약이 있을 수 있음)
2000년 기준으로 1~2인 가구가 28가구, 3~4인 가구가 171가구, 5인 이상 가구가 157가구였다. 2000년 기준으로 시정촌에는 377가구(주택 및 아파트)가 있으며, 가구당 평균 2.7명이다. 2008년 총 461가구와 아파트 중 153호(전체의 33.2%)가 단독주택이었다. 공실률 2.2%에 총 10채의 빈 아파트가 있었다. 2007년 기준 신규주택 건설률은 인구 1,000명당 24.5세대이다.
2007년 연방 선거에서 가장 인기 있는 정당은 42.9%의 득표율을 기록한 SVP였다. 다음으로 가장 인기 있는 세 정당은 CVP (27.5%), FDP (12.3%), SP (7.6%)였다.
역사적 인구는 다음 표에 나와 있다.
| 연도 | 인구  | ±%     |
| ---- | ----- | ------ |
| 1850 | 794   | —      |
| 1900 | 560   | −29.5% |
| 1950 | 624   | +11.4% |
| 1980 | 633   | +1.4%  |
| 2000 | 1,023 | +61.6% |

## 국가중요문화재

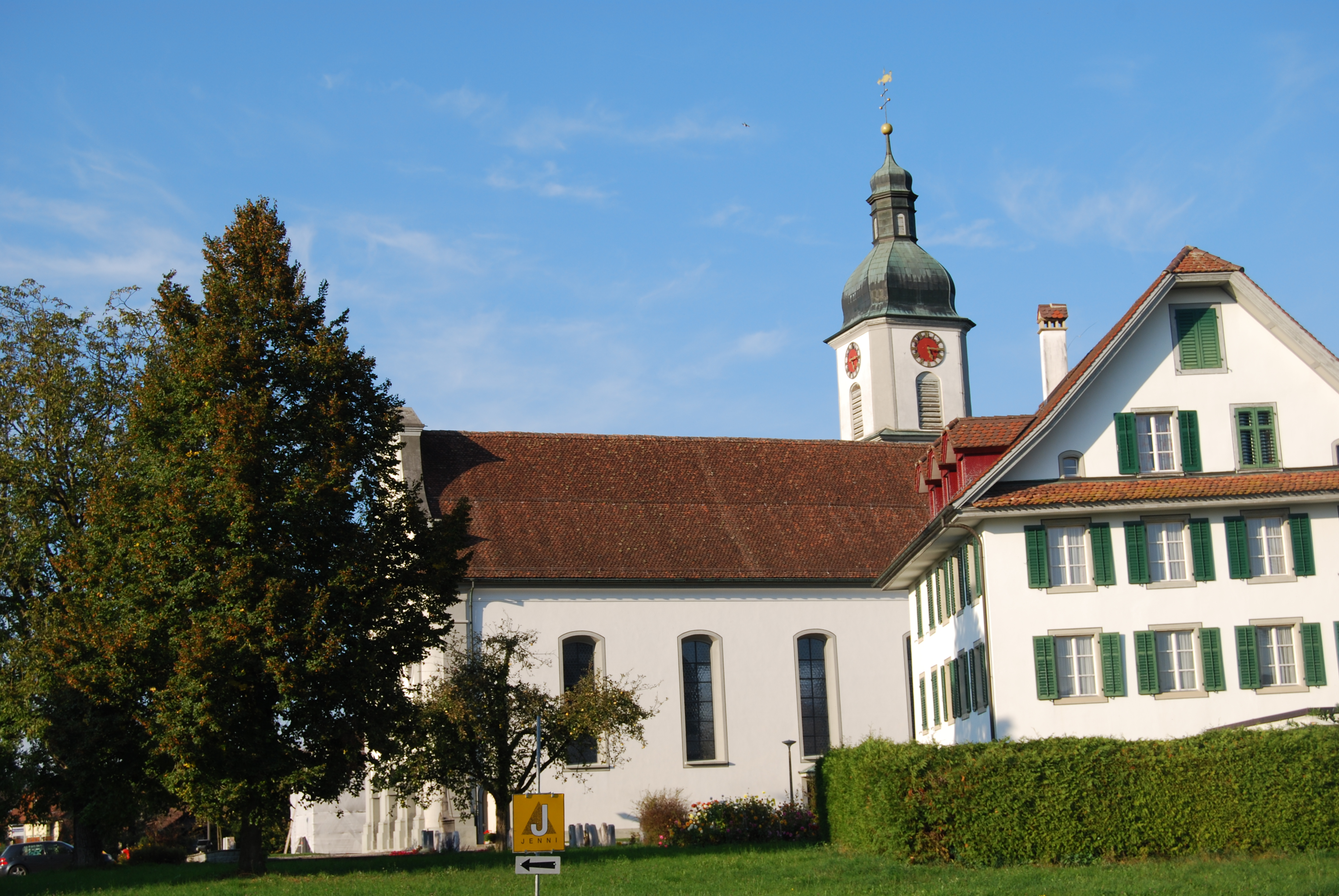
디트빌 교회

디트빌의 가톨릭 교구 교회는 국가적으로 중요한 스위스 문화 유산으로 등록되어 있다.

## 경제
2007년 현재 디트빌의 실업률은 1.41%이다. 2005년 기준으로 1차 경제 부문에 100명이 고용되어 있고, 이 부문에 약 29개 기업이 참여하고 있다. 17명이 2차 부문에 고용되어 있고, 이 부문에 11개의 기업이 있다. 57명이 3차 부문에 고용되어 있으며, 이 부문에는 16개의 기업이 있다.
2000년에 552명의 노동자가 시정촌에 살았다. 이 중 주민의 약 79.0%인 436명이 디트빌 외곽에서 일했고, 61명은 일을 위해 지자체로 통근했다. 지자체에는 총 177개의 일자리(주당 최소 6시간)가 있었다. 근로 인구의 8.2%는 대중교통을 이용하여 출퇴근하고, 60.4%는 자가용을 이용하였다.

## 종교
2000년 인구 조사에 따르면 794명(77.6%)이 로마 가톨릭 신자이고, 121명(11.8%)이 스위스 개혁 교회에 속해 있다.

## 교육
전체 스위스 인구는 일반적으로 교육 수준이 높다. 디트빌에서는 인구의 약 79.3%(25-64세)가 필수가 아닌 고등교육 또는 추가 고등 교육(대학 또는 응용학문대학)을 완료했다.  학령인구(2008/2009학년도 기준) 중 시립 초등학교에 다니는 학생은 72명이다.